# Salvada
Salvada ist ein Ort und eine ehemalige Freguesia (etwa: Gemeinde) in Portugal und gehört zum Landkreis von Beja. Die Gemeinde hatte eine Fläche von 59,6 km² und 1129 Einwohner (Stand 30. Juni 2011). Dies ergibt eine Bevölkerungsdichte von 18,9 Einw./km².
Am 29. September 2013 wurden die Gemeinden Salvada und Quintos zur neuen Gemeinde União das Freguesias de Salvada e Quintos zusammengeschlossen. Salvada ist Sitz dieser neu gebildeten Gemeinde.